# 周北峰
周北峰（1903年—1989年），男，山西永济人，中华人民共和国政治人物。曾担任绥远省民政厅厅长、内蒙古自治区民政部副部长。

## 生平
1954年，当选第一届全国人民代表大会代表。